# Ітер-пиша
Ітер-пиша — шумерський правитель держави Ісін.

## Правління
Походження ітер-пиша наразі не з'ясоване. Відомий лише з царських списків.
Імовірно, що Ітер-пиша вів війну з вождем аморейського племені ямутбала Кудурмабугом, який до того часу підкорив своїй владі царства Ларсу й Казаллу. Під час тієї війни священне місто Ніппур кілька разів переходило з рук в руки. У захопленій Ларсі Кудурмабуг поставив правителем свого сина Варад-Сіна.